# Neoptinus parvus
Neoptinus parvus là một loài bọ cánh cứng trong họ Ptinidae. Loài này được Gahan miêu tả khoa học năm 1900.